# Воднянский, Натанаель
Натанаель Воднянский из Урачова (чеш. Nathanael Vodňanský z Uračova; 1563, Домажлице, Чешское королевство, 21 июня 1621, Прага, Чешское королевство) — чешский политический деятель и писатель, казнённый на Староместской площади за участие в антигабсбургском восстании.

## Биография
Натанаель Воднянский родился в 1563 году в Домажлице в богатой бюргерской семье. Позже он обосновался в пражском Старе-Месте, приблизительно в 1600 году стал чиновником судебной палаты, в 1604 году получил дворянство с добавлением к фамилии «из Урачова». В 1618 году примкнул к антигабсбургскому восстанию 1618 года, стал членом нового чешского правительства — Директории. После поражения был приговорён к смерти за измену, оскорбление величества и подстрекательство народа к мятежу. Его казнили на Староместской площади 21 июня 1621 года вместе с 26 товарищами; в отличие от большинства, Воднянского приговорили не к отсечению головы, а к повешению. Очерёдность зависела от социального положения осуждённых: сначала паны, потом рыцари, потом мещане. Воднянского причислили к мещанам и повесили вместе с Яном Кутнауером и Симеоном Сушицким после того, как отрубили головы трём панам, семи рыцарям и восьми мещанам. Известно, что на пути к виселице он обернулся к остальным осуждённым со словами: «О, мои дорогие друзья, как жаль, что меня разлучили с вами и затащили в еще более позорное место».
В 1605 году Воднянский опубликовал перевод на чешский язык труда Пьера Буастуа Theatrum mundi minoris, в котором описываются разные этапы человеческой жизни. Переводчик заметно усилил пессимистичный настрой и общий дидактизм этого произведения, добавил описание чешских реалий. Кроме того, Воднянский в течение всей жизни вёл дневник, в котором писал в том числе на политические темы. После его смерти эту работу продолжили его сын Ян (он описал в том числе казнь отца) и дочь Саломена. Дневник стал ценным историческим источником, рассказывающим о положении чешских земель в начале XVII века.
Имя Натанаеля Воднянского выбито на мемориальной доске, которую установили на стене Староместской ратуши. О казни его и товарищей напоминают кресты на брусчатке.